# Штробль, Рудольф (пианист)
Рудольф Штробль (нем. Rudolf Strobl; 15 апреля 1831, Оппау, Силезия, ныне Опава, Каменногурский повят — 14 мая 1915, Варшава) — польский пианист и музыкальный педагог немецкого происхождения.
Первые уроки музыки получил у своего отца, затем учился в Венской консерватории у Роберта Фолькмана и Йозефа Фишхофа. Работал учителем музыки в Житомире, где сблизился с Юзефом Игнацием Крашевским, благодаря которому выучил польский язык.
С 1855 г. жил и работал в Варшаве. В 1866—1896 гг. преподавал в Варшавском институте музыки, в 1888—1891 гг. его директор (сменил на этом посту Александра Заржицкого, вынужденного уйти в отставку в связи с изменением законодательства о праве на работу для иностранцев). Среди его учеников — Игнац Падеревский, Юзеф Сливиньский, Александр Ружицкий, Генрик Мельцер-Щавиньский, Феликс Конопасек, Генрих Пахульский, Войтех Гавронский, Густав Левита и др. Позднее вплоть до 1912 г. работал в Лодзи в музыкальной школе Марии Бояновской (позднее перешедшей под управление Хелены Киеньской).
Штроблю принадлежат фортепианные этюды дидактического назначения и редакция аналогичных сочинений других современных ему авторов.
Юзеф Венявский посвятил Штроблю Фантазию для двух фортепиано Op. 42.